# Цукман, Габриэль
Габриэль Цукман (фр. Gabriel Zucman, род. 30 октября 1986 года) — французский экономист, известен своими исследованиями офшорных зон и своей книгой 2015 года «Скрытые богатства народов: бедствие налоговых убежищ» (The Hidden Wealth of Nations: The Scourge of Tax Havens). Цукман также известен своими исследованиями количественной оценки масштабов размывания налоговой базы (BEPS) и методов уклонения от уплаты налогов, применяемых транснациональными корпорациями в корпоративных офшорных зонах. В этих работах он определил, что Ирландия в 2018 году являлась крупнейшей в мире корпоративной офшорной зоной.
Цукман показал, что все ведущие корпоративные налоговые убежища соответствуют требованиям ОЭСР и что налоговые споры между странами с высокими налогами и убежищами очень редки. Работы Цукмана — одни из самых цитируемых публикаций по исследованию офшорных зон. В 2018 году Цукман был удостоен премии «Лучший молодой экономист Франции», присуждаемой Cercle des économistes и Le Monde за его исследования по вопросам уклонения от уплаты налогов и их экономических последствий. В настоящее время он является доцентом кафедры публичной политики и экономики в Школе государственной политики Голдмана в Калифорнийском университете в Беркли.

## Карьера
В интервью Цукман описывает «травмирующее политическое событие своей юности», когда Жан-Мари Ле Пен дошел до финального раунда президентских выборов во Франции 2002 года (но проиграл), тогда Цукману было 15 лет. В 2018 году Цукман сказал об этом событии: «С тех пор многие мои политические мысли были сосредоточены на том, как мы можем избежать повторения этой катастрофы. Пока что мы потерпели неудачу».
С 2005 по 2010 год Цукман посещал École normale supérieure Paris-Saclay, одну из престижных французских больших школ, в которой получил степень магистра наук. Там же, 2008 году, получил степень доктора экономических наук. И степень доктора экономических наук в Высшей школе социальных наук (EHESS) и Парижской школе экономики, получив награду Французской экономической ассоциации за лучшую докторскую диссертацию 2014 года. После окончания учебы Цукман в течение года работал докторантом в Калифорнийском университете в Беркли, прежде чем занять должность доцента экономики в Лондонской школе экономике и ту же должность в Калифорнийском университете в Беркли. Кроме того, с 2015 года Цукман работает содиректором Всемирной базы данных о благосостоянии и доходах (World Inequality Database), базы данных, нацеленной на предоставление доступа к большим массивам данных о мировом распределении доходов и богатства.
Помимо своей исследовательской и преподавательской деятельности, Цукман реферировал несколько экономических журналов, в том числе Quarterly Journal of Economics, Review of Economic Studies, Econometrica и Journal of Polit Economy. Он также был соучредителем и главным редактором журнала Regards croisés sur l'économie, призванного познакомить французскую общественность с академическими исследованиями в области экономики.

## Исследования
В августе 2014 года в журнале «Капитал возвращается» Цукман и французский экономист Тома Пикетти исследуют эволюцию отношения совокупного богатства к доходу в восьми ведущих развитых странах мира вплоть до 1700 года, в случае США, Великобритании, Германии и Франции, и обнаружил, что соотношение богатства к доходу выросло примерно с 200—300 % в 1970 году до 400—600 % в 2010 году — уровней, недостижимых в XVIII и XIX веках. Большинство изменений можно объяснить долгосрочным восстановлением цен на активы, замедлением производительности и ростом населения. По этой теме Цукман написал несколько статей в соавторстве с Тома Пикетти.
Большая часть исследований Цукмана посвящена вопросам экономического неравенства, в первую чередь — офшорным зонам. В 2015 году в своей книге «Скрытое богатство народов» Цукман использует систематические аномалии в международных инвестиционных позициях, чтобы показать, что чистые позиции по иностранным активам богатых стран, как правило, недооцениваются, потому что они не охватывают большую часть активов, принадлежащих домохозяйствам в офшорных налоговых зонах. Основываясь на своих расчетах, он считает, что около 8 % мирового финансового богатства домохозяйств, или 7,6 триллиона долларов, хранятся в офшорах, три четверти из которых остаются не декларируемые.
В 2017—2018 годах Цукман сосредоточился на оценке масштабов уклонения от уплаты налогов транснациональными корпорациями с помощью инструментов размывания базы и перевода прибыли (BEPS) в крупнейших налоговых офшоров для корпораций. Цукман считает, что Ирландия является основным корпоративным налоговым убежищем и существенно недооценена исследователями баз данных юридических лиц из-за технических факторов (несмотря на то, что эти исследования ставят Ирландию на 5 место в мире по методологии «каналов» офшорных зон). Исследование Торслова-Виера, опубликованное Цукерманом в июне 2018 года, показало, что Ирландия является крупнейшей налоговой гаванью для корпораций в мире, больше, чем вся система офшоров для корпораций Карибского бассейна. Это исследование также показало, что налоговые споры между юрисдикциями с высокими налогами и корпоративными фошорами крайне редки, и что действительно возникают только налоговые споры между юрисдикциями с высокими налогами.
Вместе с Джеймсом Р. Хайнс младшим (James R. Hines Jr.) и Дхаммика Дхармапалом (Dhammika Dharmapala), Габриэль Цукман считается лидером в сфере исследований офшорных зон, и его работа является одним из наиболее цитируемых исследований офшоров. По состоянию на октябрь 2018 года Цукман занимает 1-е место из «19829 экономистов, первая публикация любого рода которых состоялась 10 или менее лет назад» в базе данных статей глобальных экономистов IDEAS/RePEc St Louis Reserve.
Большая часть других исследований Цукмана посвящена влиянию жестких мер Большой двадцатки на офшорные зоны и корпоративные офшоры, трансграничному налогообложению и перемещению транснациональной прибыли, долгосрочными закономерностями между богатством и наследованием, а также динамикой экономического неравенства в Соединенных Штатах. Цукмана часто цитируют в ведущих мировых СМИ.

## Список Торслова-Виера-Цукмана 2018
Единственные офшорные зоны из списка Торслова-Виера-Цукмана, которые когда-либо появлялись в списке офшоров ОЭСР — это некоторые районы Карибского бассейна, а именно Британские Виргинские острова (но не Каймановы острова). Девять из десяти первых мест из списка Торслова-Виера-Цукмана соответствуют первой десятке в списке Джеймса Р. Хайнса 2010 года (при условии, что «Карибский бассейн» Цукмана состоит в основном из двух мест: Каймановых островов и Британских Виргинских островов; Цукман отдельно выделяет Бермудские острова).
| Офшорная зона по Цукману | Место по измененной прибыли | Корпоративная прибыль ($ млрд) | Из которых: локальные ($ млрд) | Из которых: зарубежные ($ млрд) | Изменение прибыли ($ млрд) | Эффективная налоговая ставка (%) | Корп. налог прибыли/убытки (%) |
| ------------------------ | --------------------------- | ------------------------------ | ------------------------------ | ------------------------------- | -------------------------- | -------------------------------- | ------------------------------ |
| Бельгия                  | 10                          | 80                             | 48                             | 32                              | -13                        | 19 %                             | 16 %                           |
| Ирландия*†               | 1                           | 174                            | 58                             | 116                             | -106                       | 4 %                              | 58 %                           |
| Люксембург*              | 6                           | 91                             | 40                             | 51                              | -47                        | 3 %                              | 50 %                           |
| Мальта                   | 11                          | 14                             | 1                              | 13                              | -12                        | 5 %                              | 90 %                           |
| Нидерланды*†             | 5                           | 195                            | 106                            | 89                              | -57                        | 10 %                             | 32 %                           |
| Карибы*‡Δ                | 2                           | 102                            | 4                              | 98                              | -97                        | 2 %                              | 100 %                          |
| Бермуды*‡                | 9                           | 25                             | 1                              | 25                              | -24                        | 0 %                              | н/д                            |
| Сингапур*†               | 3                           | 120                            | 30                             | 90                              | -70                        | 8 %                              | 41 %                           |
| Пуэрто Рико              | 7                           | 53                             | 10                             | 43                              | -42                        | 3 %                              | 79 %                           |
| Гонконг*‡                | 8                           | 95                             | 45                             | 50                              | -39                        | 18 %                             | 33 %                           |
| Швейцария*†              | 4                           | 95                             | 35                             | 60                              | -58                        | 21 %                             | 20 %                           |
| Все остальные            | 12                          |                                |                                |                                 | -51                        |                                  |                                |

(*) В 2010 году Джеймс Р. Хайнс-младший назвал его одним из 10 крупнейших офшорных зон (список Hines 2010).
 (†) Определен как один из 5 «каналов» офшорных зон(Ирландия, Сингапур, Швейцария, Нидерланды и Соединенное Королевство) CORPNET в 2017 году. 
 (‡) Определен как один из 5 крупнейших «сливов» офшорных зон (Британские Виргинские острова, Люксембург, Гонконг, Джерси, Бермудские острова), CORPNET в 2017 году. 
 (Δ) Выявлено в первом и самом большом списке ОЭСР 2000 года из 35 офшорных зон (список ОЭСР включал Тринидад и Тобаго только в 2017 году); только некоторые карибские территории были включены в список ОЭСР в 2000 году.

## Личная жизнь
Цукман родился в Париже в 1986 году и является сыном двух французских врачей; его мать — исследователь-иммунолог, а его отец лечит пациентов с ВИЧ.
Цукман женат на французском экономисте Клэр Монтиалу, с которой познакомился в 2006 году.
В мае 2020 года Цукман раскритиковал использование советником Белого дома Кевином Хассеттом термина «человеческий капитал», заявив, что он «имеет смысл только в контексте рабовладельческих обществ». Пользователи Twitter обнаружили, что сам Цукман использовал этот термин в своей академической работе, которая с тех пор была пересмотрена.